# Ярмут (графство, Нова Шотландія)
 Ярмут  (англ. Annapolis County) — графство у провінції Нової Шотландії, Канада. Графство є переписним районом та адміністративною одиницею провінції, ці функції поза міст і резервацій виконують два округи Аргайл і Ярмут.

## Географія
Графство Ярмут знаходиться на південному заході півострова Нова Шотландія.
Воно омивається водами затоки Мен із заходу і Атлантичного океану з південного заходу і межує з графствами Дігбі і Шелберн, на півночі і південному сході, відповідно.
По території графства проходить автодороги провінційного значення хайвеї 101 і 103, а також ряд доріг, керованих графством, основними з яких є магістралі 1 і 3 і колектор 203.
Крім того, місто Ярмут на території графства пов'язаний поромним сполученням з штатом Мен, США.

## Історія
Графство Ярмут відокремилося від графства Шелберн в 1836 році і отримало назву по місту Ярмут. Передбачається, що назва пов'язана з ім'ям фаворитки Георга II і з'явилося в проектній документації до міста ще в 1759 році. У 1856 році графство було розділене на два округи: Ярмут і Аргайл.

## Населення
Для потреб статистичної служби Канади графство розділене на два округи, одне місто і одну індіанську резервацію
.
| Назва    | Оригінальна назва | Статус                | Площа    | Населення |
| -------- | ----------------- | --------------------- | -------- | --------- |
| Аргайл   | Argyle            | Округ                 | 1 527,10 | 8 656     |
| Ярмут    | Yarmouth          | Округ                 | 585,27   | 10 304    |
| Ярмут    | Yarmouth          | Містечко              | 10,56    | 7 162     |
| Ярмут 33 | Yarmouth 33       | Індіанська резервація | 0,32     | 155       |